# Brie Larson
Brianne Sidonie Desaulniers (n. 1 octombrie 1989, Sacramento, California, Statele Unite), cunoscută profesional ca Brie Larson, este o actriță și cântăreață americană. Ea este cunoscută pentru rolurile sale din filmele Sleepover (2004), Scott Pilgrim vs. the World (2010), The Trouble with Bliss (2012), 21 Jump Street (2012), Short Term 12 (2013), The Gambler (2014) și serialul United States of Tara (2009–11).

## Filmografie

### Film
| An   | Titlu                         | Rol                      | Note                                  |
| ---- | ----------------------------- | ------------------------ | ------------------------------------- |
| 1999 | Special Delivery              | Little Angel             |                                       |
| 2003 | Right on Track                | Courtney Enders          |                                       |
| 2004 | 13 Going on 30                | Six Chick                |                                       |
| 2004 | Sleepover                     | Elizabeth "Liz" Daniels  |                                       |
| 2005 | Madison                       | Racing girl              |                                       |
| 2006 | Hoot                          | Beatrice "The Bear" Leep |                                       |
| 2007 | Farce of the Penguins         | I Need a Z-Pack Penguin  | Voce                                  |
| 2008 | Remember the Daze             | Angie                    |                                       |
| 2008 | The Babysitter                | Allison                  | Scurtmetraj                           |
| 2009 | House Broken                  | Susan "Suzy" Decker      |                                       |
| 2009 | Just Peck                     | Emily                    |                                       |
| 2009 | Tanner Hall                   | Kate                     |                                       |
| 2010 | Greenberg                     | Sara                     |                                       |
| 2010 | Scott Pilgrim vs. the World   | Envy Adams               |                                       |
| 2011 | Treatment                     | Franny                   |                                       |
| 2011 | Weighting                     |                          | Scurtmetraj; co-regizor, co-scenarist |
| 2011 | Smorgasbord                   | Ciara                    | Scurtmetraj                           |
| 2011 | Rampart                       | Helen                    |                                       |
| 2012 | 21 Jump Street                | Molly                    |                                       |
| 2012 | The Trouble with Bliss        | Stephanie Jouseski       |                                       |
| 2012 | The Arm'                      |                          | Scurtmetraj; co-regizor, co-scenarist |
| 2013 | Bitter Orange                 | Myrtle                   | Scurtmetraj                           |
| 2013 | Don Jon                       | Monica Martello          |                                       |
| 2013 | Short Term 12                 | Grace                    |                                       |
| 2013 | The Spectacular Now           | Cassidy                  |                                       |
| 2014 | The Gambler                   | Amy Phillips             |                                       |
| 2015 | Digging for Fire              |                          |                                       |
| 2015 | Trainwreck                    | Kim                      |                                       |
| 2015 | Basmati Blues                 | Linda                    |                                       |
| 2015 | Room                          | Ma                       |                                       |
| 2016 | Free Fire                     | Justine                  |                                       |
| 2017 | Kong: Skull Island            | Mason Weaver             |                                       |
| 2017 | The Glass Castle              | Jeannette Walls          |                                       |
| 2017 | Basmati Blues                 | Linda                    |                                       |
| 2017 | Unicorn Store                 | Kit                      | post-producție                        |
| 2019 | Captain Marvel                | Carol Danvers            |                                       |
| 2019 | Avengers: Infinity War Part 2 | Carol Danvers            |                                       |
| 2019 | Between Two Ferns: The Movie  |                          |                                       |
| 2019 | Just Mercy                    | Eva Ansley               |                                       |

### Televiziune
| An      | Titlu                          | Rol                                  | Note                                                                             |
| ------- | ------------------------------ | ------------------------------------ | -------------------------------------------------------------------------------- |
| 1998    | The Tonight Show with Jay Leno | Roadkill Easy Bake Oven / Girl Scout | 2 episoade                                                                       |
| 1998    | To Have & to Hold              | Lily Quinn                           | 2 episoade                                                                       |
| 1999    | Touched by an Angel            | Rachel                               | Episodul: "Into the Fire"                                                        |
| 1999    | Popular                        | Robin Robin                          | Episodul: "Fall on Your Knees"                                                   |
| 2000    | Then Came You                  | Young Allison                        | Episodul: "Then Came Aidan's Ex"                                                 |
| 2000    | Schimmel                       | Samantha                             | Film                                                                             |
| 2001–02 | Raising Dad                    | Emily Stewart                        | 22 episoade                                                                      |
| 2003    | Right On Track                 | Courtney Enders                      | Film                                                                             |
| 2003    | Hope & Faith                   | Sydney Shanowski                     | pilot nedifuzat                                                                  |
| 2008    | Ghost Whisperer                | Krista Eisenburg                     | Episodul: "Slam"                                                                 |
| 2009    | The Burg                       | Hipster Girl                         | Episodul: "Change"                                                               |
| 2009–11 | United States of Tara          | Katherine "Kate" Gregson             | 36 episoade                                                                      |
| 2011    | The League                     | Ashley                               | 2 episoade                                                                       |
| 2012    | NTSF:SD:SUV::                  | Katerin                              | Episodul: "The Real Bicycle Thief"                                               |
| 2012    | Entry Level                    | Laura                                | Film                                                                             |
| 2013    | Kroll Show                     | College Girl                         | 2 episoade                                                                       |
| 2013–14 | Community                      | Rachel                               | 3 episoade                                                                       |
| 2015    | Comedy Bang! Bang!             | Ea însăși                            | Episodul: "Brie Larson Wears a Billowy Long-Sleeve Shirt and White Saddle Shoes" |

## Discografie

### Albume
- Finally Out of P.E.[7]

## Premii și nominalizări
| An   | Premiu                                                             | Categorie                                                                                             | Lucrare       | Rezultat     |
| ---- | ------------------------------------------------------------------ | --- | ------------- | ------------ |
| 2002 | Young Artist Award                                                 | Best Performance in a TV Comedy Series – Leading Young Actress                                        | Raising Dad   | Nominalizare |
| 2005 | Young Artist Award                                                 | Best Performance in a Feature Film – Young Ensemble Cast împărțit cu restul actorilor din distribuție | Sleepover     | Nominalizare |
| 2007 | Young Artist Award                                                 | Best Performance in a Feature Film – Leading Young Actress                                            | Hoot          | Nominalizare |
| 2012 | Sundance Film Festival Special Jury Award for Comedic Storytelling | Short Filmmaking Award – Special Recognition                                                          | The Arm       | Câștigat     |
| 2013 | San Diego Film Critics Society Award                               | Cea mai bună actriță                                                                                  | Short Term 12 | Nominalizare |
| 2013 | Phoenix Film Critics Society Award                                 | Breakthrough Performance on Camera                                                                    | Short Term 12 | Nominalizare |
| 2013 | Locarno International Film Festival Award                          | Cea mai bună actriță                                                                                  | Short Term 12 | Câștigat     |
| 2013 | Houston Film Critics Society Award                                 | Cea mai bună actriță                                                                                  | Short Term 12 | Nominalizare |
| 2013 | Hamptons International Film Festival Award                         | Breakthrough Performer                                                                                | Short Term 12 | Câștigat     |
| 2013 | Gotham Award                                                       | Cea mai bună actriță                                                                                  | Short Term 12 | Câștigat     |
| 2013 | Detroit Film Critics Society Award                                 | Cea mai bună actriță                                                                                  | Short Term 12 | Câștigat     |
| 2013 | Detroit Film Critics Society Award                                 | Breakthrough Performance                                                                              | Short Term 12 | Câștigat     |
| 2013 | Denver Film Critics Society Award                                  | Cea mai bună actriță                                                                                  | Short Term 12 | Nominalizare |
| 2013 | Chicago Film Critics Association Award                             | Cea mai bună actriță                                                                                  | Short Term 12 | Nominalizare |
| 2013 | Austin Film Critics Association Award                              | Cea mai bună actriță                                                                                  | Short Term 12 | Câștigat     |
| 2013 | Austin Film Critics Association Award                              | Breakthrough Artist                                                                                   | Short Term 12 | Câștigat     |
| 2013 | Maui Film Festival                                                 | Rising Star Award                                                                                     | Herself       | Câștigat     |
| 2014 | Georgia Film Critics Association Award                             | Breakthrough Performer                                                                                | Herself       | Câștigat     |
| 2014 | Film Independent Spirit Award                                      | Best Female Lead                                                                                      | Short Term 12 | Nominalizare |
| 2014 | Online Film Critics Society Award                                  | Cea mai bună actriță                                                                                  | Short Term 12 | Nominalizare |
| 2014 | Santa Barbara International Film Festival Award                    | Virtuoso Award                                                                                        | Short Term 12 | Câștigat     |